# Джон Грішем
Джон Рей Ґрішем (англ. John Ray Grisham) (нар. 8 лютого 1955, Джонсборо, Арканзас) — американський письменник, автор кримінальних романів та романів у жанрі «юридичні трилери». Багато його книг перекладені різними мовами світу, станом на 2012 рік друком вийшло понад 270 млн примірників його творів по всьому світі. Ба більше, деякі його романи не тільки стали бестселлерами, але й були екранізовані за участю відомих голівудських акторів. 2018 року увійшов до п'ятірки письменників рейтингу «Forbes» які найбільше заробляють за рік, посів четверте місце (заробивши 21 млн. $).

## Життєпис
Джон Ґрішем народився 8 лютого 1955 року у місті Джонсборо, штат Арканзас, США. Був другою дитиною з п'яти у родині батька, який займався будівництвом та фермерством, мати ж була домогосподаркою.
У дитинстві Джон багато читав, зокрема натхненням для нього стали романи Джона Стейнбека, Марка Твена, Чарльза Діккенса та Вільяма Фолкнера.
Після школи Ґрішем вступив до Університету штату Міссісіпі, який закінчив у 1977 році за спеціальністю бухгалтерський облік. Згодом продовжив навчання на юридичному факультеті того ж університету, закінчив його у 1981 році і почав працювати правником в одному з маленьких південних містечок — Саутгейвені. 8 травня 1981 року одружився з Рені Джонс, з якою має двох дітей — Шей і Тай.

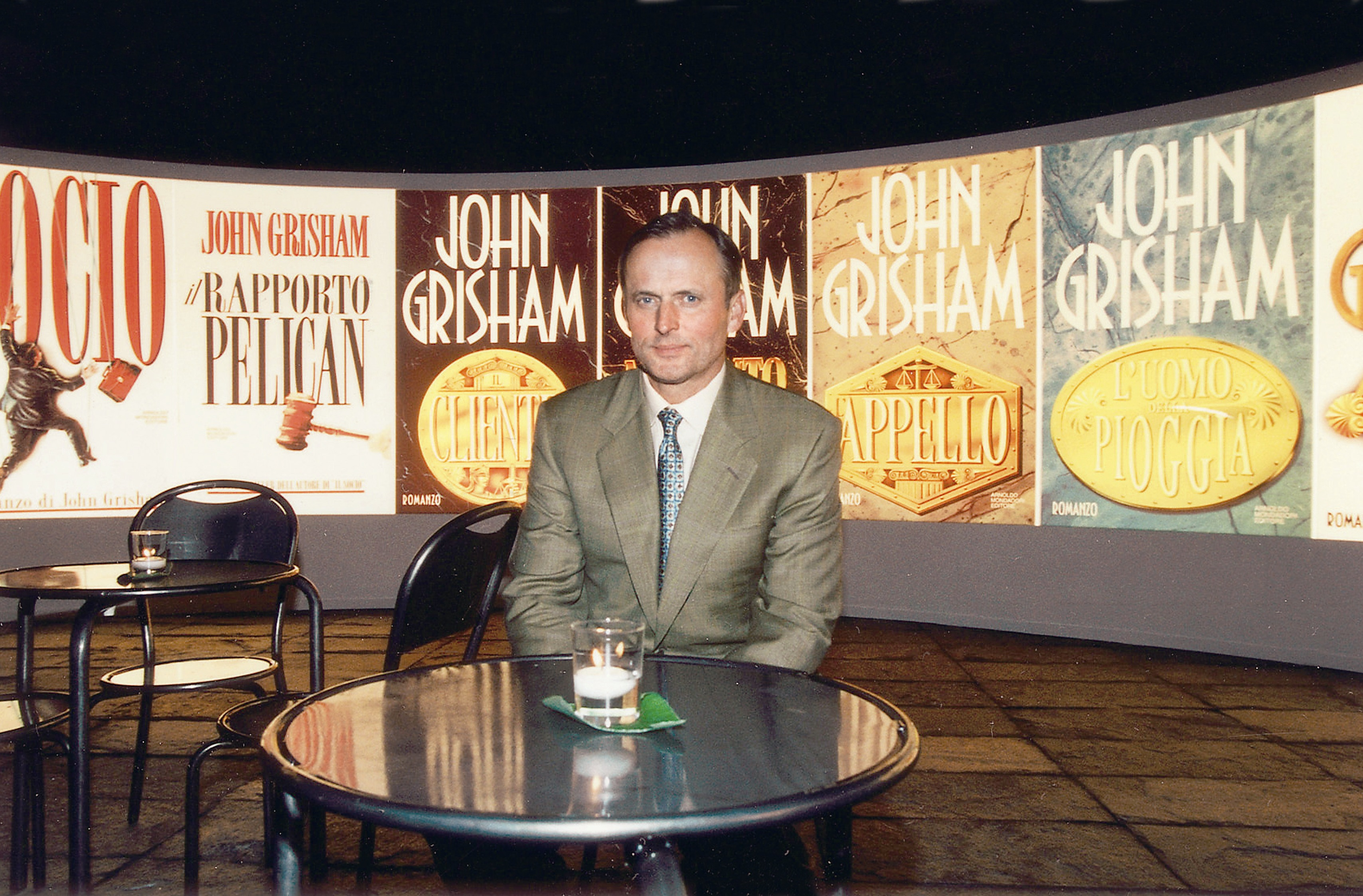
Джон Ґрішем у 2007 році

У 1983 році обирався до Палати представників штату Міссісіпі від Демократичної партії, де пропрацював до 1990 року. Свій перший роман — «Час убивати» — почав писати у 1984 році, після скандального процесу про зґвалтування неповнолітньої дитини. Однак, після трьох років праці над романом, його  не захотіло друкувати жодне видавництво. Лише у 1988 році вдалося видати невеличкий тираж книги. Проте, друга книга Ґрішема — «Фірма» — відразу ж стала бестселлером після своєї публікації у 1987. З того часу кожна нова книга Ґрішема мала чималий успіх серед поціновувачів його творчості.
Після десяти років юридичної практики, здобувши славу широковідомого письменника, Джон Ґрішем цілком присвятив себе літературній праці. До юридичної практики тимчасово повернувся лиш у 1996 році.
З 2001 року Ґрішем пробує себе в інших жанрах, без юридичного забарвлення, такі як іронічна казка для дорослих «Різдво з невдахами» (2001), спортивні романи «Трибуни» (2003), «Останній шанс» (2010) та «Каліко Джо» (2012).
Романи Ґрішема залишаються дуже популярними протягом багатьох років, декілька з них навіть успішно екранізовані за участю відомих голлівудських акторів і мають велике визнання серед глядачів.

## Книги

### Художні книги правничої тематики
- A Time to Kill (1989) — «Час вбивати»
- The Firm (1991) — «Фірма»
- The Pelican Brief (1992) — «Досьє Пелікан»
- The Client (1993) — «Клієнт»
- The Chamber (1994) — «Камера»
- The Rainmaker (1995) — «Благодійник»
- The Runaway Jury (1996) — «Вердикт за гроші»
- The Partner (1997) — «Партнер»
- The Street Lawyer (1998) — «Адвокат»
- The Testament (1999) — «Заповіт»
- The Brethren (2000) — «Шантаж»
- The Summons (2002) — «Повістка»
- The King of Torts (2003) — «Король угод»
- The Last Juror (2004) — «Останній присяжний»
- The Broker (2005) — «Брокер»
- The Appeal (2008) — «Апеляція»
- The Associate (2009) — «Юрист»
- The Confession (2010) — «Визнання»
- Theodore Boone: Kid Lawyer (2010) — «Теодор Бун: Маленький юрист»
- The Litigators (2011) — «Противники»
- Theodore Boone: The Abduction (2011) — «Теодор Бун: Викрадення»
- The Racketeer (2012) — «Рекетир»
- Theodore Boone: The Accused (2012) — «Теодор Бун: Звинувачення»
- Sycamore Row (2013) — «Час вибачати»
- Theodore Boone: The Activist (2013) — «Теодор Бун: Активіст»
- Gray Mountain (2014) — «Сіра гора»
- Theodore Boone: The Fugitive (2015) — «Теодор Бун: Утікач»
- Rogue Lawyer (2015) — «Адвокат негідників»
- Theodore Boone: The Scandal (2016) — «Теодор Бун: Скандал»
- The Whistler (2016) — «Інформатор»
- The Rooster Bar (2017) — «Бар „Когут“»
- The Reckoning (2018) — «Розплата»
- The Guardians (2019)
- Camino Winds (2020)

### Художні книги неправничої тематики
| - A Painted House (2001) — «Пофарбований будинок» - Skipping Christmas (2001) — «Різдво з невдахами» - Bleachers (2003) — «Трибуни» - Playing for Pizza (2007) — «Останній шанс» | - Ford County (2009) — «Округ Форд» - Calico Joe (2012) — «Каліко Джо» - Camino Island (2017) — «Острів Каміно» |

### Нехудожні книги
- The Wavedancer Benefit: A tribute to Frank Muller (2002) — «Бенефіс Танцівника на хвилях: Данина творчості Френка Мюллера»
- The Innocent Man: Murder and Injustice in a Small Town (2006) — «Невинний чоловік: Убивство та несправедливість у маленькому містечку»
- Don't Quit Your Day Job: Acclaimed Authors and the Day Jobs they Quit (2010) — «Не звільняйтеся з роботи: Відомі письменники та місця праці, які вони залишили»

## Екранізації

### Кіно
| - «Фірма» (1993) - «Досьє Пелікан» (1993) - «Клієнт» (1994) - «Час вбивати» (1996) - «Камера» (1996) - «Благодійник» (1997) | - «Лісовик» (1998) - «Пофарбований будинок» (2003) - «Вердикт за гроші» (2003) - «Міккі» (2004) - «Різдво з невдахами» (2004) |

### Телебачення
- «Клієнт» (1995—1996) — 1 сезон, 20 епізодів
- «Адвокат» (2003) — телефільм
- «Фірма» (2011—2012) — 1 сезон, 22 епізоди

## Переклади українською
- Джон Ґрішем. Рекетир. — Х. : Фоліо, 2014. — 414 с. — ISBN 978-966-03-6656-5.
- Джон Ґрішем. Адвокат негідників. — К. : КМ-Букс, 2017. — 400 с. — ISBN 978-617-7498-60-4.
- Джон Ґрішем. Інформатор. — К. : КМ-Букс, 2017. — 432 с. — ISBN 978-617-7498-69-7.[14]
- Джон Ґрішем. Фірма. — К. : КМ-Букс, 2017. — 528 с. — ISBN 978-617-7498-87-1.
- Джон Ґрішем. Острів Каміно. — К. : КМ-Букс, 2018. — 344 с. — ISBN 978-966-948-140-5.
- Джон Ґрішем. Бар «Когут» / пер. з анг. О. Руденка. — К. : Видавнича група КМ-БУКС, 2019. — 368 с. — ISBN 978-966-948-318-8.
- Джон Ґрішем. Розплата / пер. з анг. Марія Пухлій. — К. : Видавнича група КМ-БУКС, 2020. — 544 с. — ISBN 978-966-948-392-8.